# Association mondiale des guides et des éclaireuses
L'Association mondiale des guides et des éclaireuses (AMGE, en anglais WAGGGS pour World Association of Girl Guides and Girl Scouts) est l'organisation internationale qui supervise la majorité des mouvements Guides.

## Mission
L’AMGE promeut l'éducation des jeunes femmes et des jeunes filles à une citoyenneté responsable en se basant sur les principes du scoutisme.
Dans ce cadre, elle offre des programmes et des outils aux différentes associations guides et scoutes féminines nationales.
Elle a également un statut consultatif au sein de l'Organisation des Nations unies (ONU) et de plusieurs de ses comités,.

## Historique
Dès 1912, le guidisme avait pris pied dans une dizaine de pays et à la fin de la guerre 1914-1918, la nécessité de coordonner les efforts des différents mouvements guides se fit sentir. En 1919, Olave Baden-Powell, l'épouse de Baden-Powell (fondateur du scoutisme), forme le Conseil mondial. Un an plus tard eut lieu la première conférence mondiale, lieu d'échange et de partage d'expérience.  C'est toutefois Agnès Baden-Powell, la sœur du fondateur du scoutisme, qui mit sur pied le pendant féminin des scouts.
En 1924, un premier camp mondial est organisé et le Conseil édite un journal: Nouvelles de Notre Monde.
Après la quatrième Conférence mondiale, en 1926, des représentants demandent à Lord Baden-Powell de créer une association. Un Bureau mondial est établi à Londres.
Bien vite, l’Association mondiale élit un Comité mondial. Lord et Lady Baden-Powell ainsi que la directrice du Bureau mondial en sont membres de droit. Des statuts viennent compléter la création de l'Association mondiale. 

### Expansion du mouvement
Dès 1931, le mouvement guide comptait plus d’1 million de membres et en 1932 le premier Centre mondial ouvrait ses portes ("Our chalet" en Suisse). En 1939, la Hongrie accueillait le premier camp mondial de guides et des éclaireuses.  
Après une interruption due à la guerre et le décès de Lord Baden-Powell, le Mouvement reprit ses activités en 1945 et poursuivit son expansion.
Malgré le décès de son époux, Olave Baden-Powell, Chef Guide mondiale, continue néanmoins ses tâches au sein du mouvement. En 1957, un nouveau centre est ouvert: "Nuestra Cabaña" au Mexique puis en 1966, "Sangam" en Inde. 
Olave Baden Powell décède en juin 1977 et l’AMGE entreprit le projet du "Centre Olave", dédié à son souvenir, qui réunit au même endroit le Bureau mondial (secrétariat de l’AMGE) et le Centre mondial londonien ("Pax Lodge").
Aujourd'hui, l'AMGE rassemble les associations de guidisme et de scoutisme féminin de 150 pays et représente 10 millions de jeunes filles et de jeunes femmes.

## Structure
L'organe de base est la Conférence mondiale qui a lieu tous les 3 ans et où sont représentées toutes les associations nationales (Une seule association nationale est reconnue par pays, mais elle peut regrouper plusieurs fédérations à caractères linguistique, philosophique ou religieux différents).
La gouvernance de l'association est le fait du Conseil mondial composé de 17 membres dont les 5 présidentes des Conférences régionales.
La gestion "au quotidien" est le fait du 'Bureau mondial situé à Londres.

### Régions
La structure de chaque région est très semblable à la structure mondiale.
Les régions sont:
- Afrique
- Région arabe
- Asie-Pacifique
- Europe
- Hémisphère occidental